# Svenskt biografiskt handlexikon
 (novembre 2023).
Si vous disposez d'ouvrages ou d'articles de référence ou si vous connaissez des sites web de qualité traitant du thème abordé ici, merci de compléter l'article en donnant les références utiles à sa vérifiabilité et en les liant à la section « Notes et références ».
Le Svenskt biografiskt handlexikon est un dictionnaire compact de biographies suédoises publié pour la première fois en 1873-1876 par le médecin et antiquaire Herman Hofberg (1823-1883). La seconde édition mise à jour a été publiée en 1906, sous la direction de Frithiof Heurlin, Viktor Millqvist, et Olof Rubenson. La seconde édition, en deux volumes et 1 445 pages, contient 4 419 articles sur des familles et individus, « hommes et femmes suédois renommés de la réformation jusqu'au temps présent », et plus de 3 000 portraits.